# Kup kralja Aleksandra
Le Kup kralja Aleksandra (it. "Coppa del Re Alessandro") fu una competizione calcistica organizzata dalla JNS, la federazione calcistica del Regno dei Serbi, Croati e Sloveni.
Il torneo aveva il format dell'eliminazione diretta ed aveva come protagoniste le rappresentative delle 7 sottofederazioni calcistiche (Zagabria, Belgrado, Spalato, Subotica, Lubiana, Osijek e Sarajevo) attive nel periodo.
La rappresentativa di Spalato era composta dai soli giocatori del JSK Hajduk.
Questa coppa era stata avviata dalla Federcalcio jugoslava nel 1924 con l'obiettivo di sviluppare ulteriormente e rendere popolare il calcio. Per suscitare più interesse possibile per la competizione, l'allora re Alessandro I ha risposto alla richiesta della Federcalcio e ha donato una costosa Coppa d'Oro. Secondo le regole di questa Coppa, il costoso trofeo doveva diventare proprietà permanente della rappresentativa che avrebbe vinto la coppa tre volte di seguito o cinque volte con interruzioni. Già dopo le prime tre gare, la Coppa d'Oro è stata assegnata alla rappresentativa di Zagabria. Nel 1927, la coppa fu ribattezzata Kup Jugoslavenskog nogometnog saveza ("Coppa della Federcalcio jugoslava"). La coppa è stata vinta dal Zagabria XI (3 volte di seguito) e dal Belgrado XI (una volta).

## Albo d'oro
| Edizione | Vincitore   | Finalista   | Risultato |
| -------- | ----------- | ----------- | --------- |
| 1924     | Zagabria XI | Spalato XI  | 3–2       |
| 1925     | Zagabria XI | Spalato XI  | 3–1       |
| 1926     | Zagabria XI | Belgrado XI | 3–1       |
| 1927     | Belgrado XI | Subotica XI | 3–0       |

## Classifica perpetua
| Pos. | Rappresentativa | Pti | G  | V  | N | P | GF | GS |
| ---- | --------------- | --- | -- | -- | - | - | -- | -- |
| 1.   | Zagabria XI     | 20  | 11 | 10 | 0 | 1 | 39 | 20 |
| 2.   | Belgrado XI     | 12  | 9  | 6  | 0 | 3 | 34 | 13 |
| 3.   | Spalato XI      | 8   | 8  | 4  | 0 | 4 | 17 | 16 |
| 4.   | Subotica XI     | 6   | 7  | 3  | 0 | 4 | 15 | 20 |
| 5.   | Lubiana XI      | 2   | 5  | 1  | 0 | 4 | 9  | 19 |
| 6.   | Osijek XI       | 0   | 4  | 0  | 0 | 4 | 6  | 15 |
| 7.   | Sarajevo XI     | 0   | 4  | 0  | 0 | 4 | 4  | 21 |